# Candy Kitchen, Novi Meksiko
Candy Kitchen je naseljeno neuključeno područje u okrugu Ciboli u američkoj saveznoj državi Novom Meksiku. 

## Zemljopis
Smješten je na 34°54′51″N 108°29′9″W / 34.91417°N 108.48583°W.

## Povijest
U Candy Kitchenu se nalazi azil za vukove Wild Spirit (Wild Spirit Wolf Sanctuary, do 2004. imena Candy Kitchen Rescue Ranch) koji udomljuje zlostavljane i zarobljene vukove i vukopse. Osnovao ga je umjetnik Jacque Evans 1991. godine.
Azil je smješten u starom sjedištu ranča Candy Kitchena. Ovdje su se proizvodili slatkiši (eng. candy) od pinjola. Govorilo da se ovdje za vrijeme Prohibicije u SAD 1920-ih i 1930-ih proizvodio ilegalni viski, popularno zvan moonshine, pa je zato kao pokriće za nabavljanje velikih količina šećera radi proizvodnje svog alkoholnog pića, proizvodio se slatkiš od pinjola, pa su kupci dolazili iznad pulta kupovati slatkiše, a ispod pulta ilegalni alkohol.

## Vanjske poveznice
- Azil za vukove Wild Spirit
- Living Along The Ancient Way - Candy Kitchen & El Morro Valley, NM